# Fernand Baudin
Pour les articles homonymes, voir Baudin.

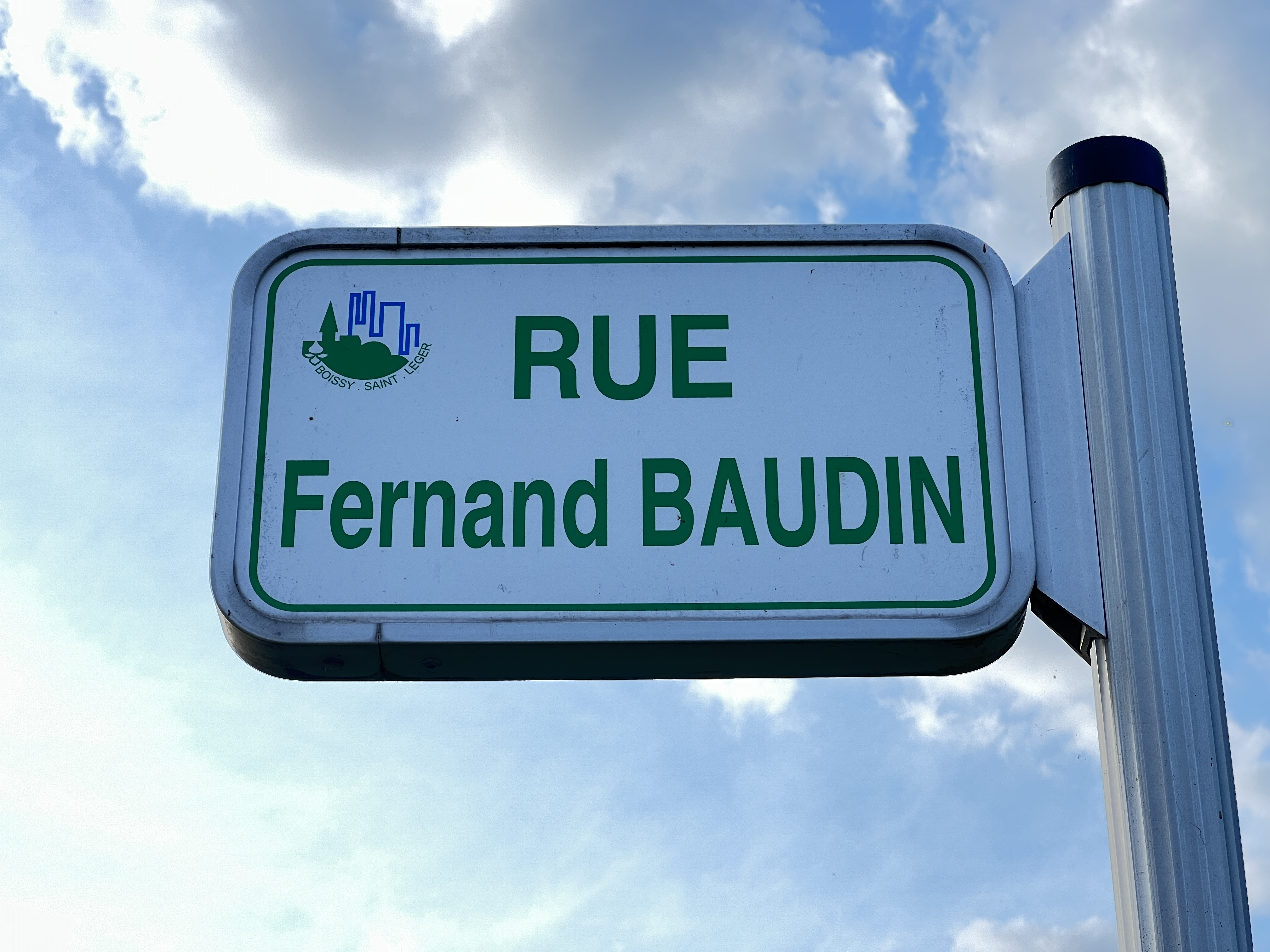
La rue Fernand-Baudin à Boissy-Saint-Léger.

Fernand Baudin, né en 1918 à Bachte-Maria-Leerne et mort en juillet 2005 à Grez-Doiceau, est un typographe et écrivain belge.

## Biographie
Baudin est élève et ensuite professeur à La Cambre. Il enseigne à la Nationaal Hoger Instituut voor Bouwkunst & Stedebouw à Anvers. En 1984, il reçoit le Prix exceptionnel du Comité du Grand Prix de la Société des gens de lettres pour le livre La typographie au tableau noir, livre qu’il a écrit entièrement à la main. Pendant douze ans, il a été membre du comité directeur et ensuite vice-président de l’Association typographique internationale. Il a aussi participé avec vigueur aux Rencontres internationales de Lure. Son livre sans doute le plus important, L'Effet Gutenberg, pointe la question de la scission entre écriture et typographie que l'invention des caractères blocs mobile a produit, et de leur possible future réconciliation.
En 2008, le Prix du plus beau livre Wallonie-Bruxelles a choisi de se nommer Prix Fernand Baudin en son hommage.

## Œuvres
- Fernand Baudin, La Lettre d'imprimerie, son dessin, sa fabrication, sa composition, Bruxelles, Etablissements Plantin, 1965
- Fernand Baudin, Nelly Hoeflake, The Type Specimens of Jean-François Rosart, Brussels 1768, Amsterdam: Van Gendt; London: Routledge & Kegan Paul; New York: Abner Schram, 1973, 1973
- Fernand Baudin, La Typographie au tableau noir, Paris, Retz, 1984 (ISBN 2725610869)
- Fernand Baudin, L’Effet Gutenberg, Paris, Éditions du Cercle de la librairie, 1994 (ISBN 978-2-765-40555-9)
- Fernand Baudin, À la lettre. Digressions à propos d’écriture et de typographie, Bruxelles, Musée de la Maison d’Érasme, 2003

Traductions
- Stanley Morison, « First Principles in Typography », in Techniques graphiques, sept.-oct. 1966 (p.219-238)
- Stanley Morison, « Les premiers principes de la typographie », in Fernand Baudin, Stanley Morison et la Tradition typographique (cat.), Bruxelles, Bibliothèque royale de Belgique, 1966
- G.E. Stearn, « Un dialogue entre Marshal Mc Luhan et G.E. Stearn » in Pour comprendre M.McL. Quelques explorations, sondages et effractions. Associations des Compagnons de Lure; Rencontres, 1969 (p.66-85)
- Nicolete Gray, « L’écriture script: un handicap pour les enfants », in Communication & Langages, 40, 1978 (p.29-41)
- International Typeface Corporation, « Vision 80's », in Caractère, n° 58, Paris, avril 1981 (p. 20-157)
- Gerrit Noordzij, « Quelques observations concernant l’enseignement de l’écriture », in Communication & Langages, 53, 1983 (p.109-113)
- Prue Wallis Myers, « L’enseignement de l’écriture en Angleterre », in Communication & Langages, 61, 1984 (p.23-43)
- Jost Hochuli, Les Détails de la typographie : la Lettre, l'interlignage, le mot, l'espacement, la ligne, l'interligne, la colonne, Wilmington MA, Compugraphic, 1987
- John Dreyfus, « L’invention des lunettes et l’apparition de l’imprimerie », in Communication & Langages, 79, 1989 (p.73-86)
- Jost Hochuli, Comment faire un livre et en établir la typographie, Wilmington MA, Agfa Corporation, 1989
- Gerrit Noordzij, « Essai sur la grammographie », in Colette Sirat, Jean Irigoin, Emmanuel Poulle (Eds), L’Écriture : le Cerveau, l’œil et la main, Bibliologia 10, Turnhout-Brepols, Paris, 1990 (p.275-287)
- Gerrit Noordzij, Le Trait, Une théorie de l’écriture, Paris, Ypsilon Éditeur, 2010

Conférences
- Fernand Baudin, « Typographies expérimentales », Lurs-en-Provence, août 1962
- Fernand Baudin, « Typographie: évolution et révolution », Paul Bennett Memorial series of Heritage of the Graphic Arts lectures, Gallery 303, New York, 1967
- Fernand Baudin, « Can excellence survive technical progress? », Annual International Meeting of the Wynkyn de Worde Society, Londres, 27 juillet 1969
- Fernand Baudin, « Belgian Books, 1830-1980 », Library of Congress, Washington, Center of the Book, 29 mai 1980
- Fernand Baudin, « The future of handwriting », Double Crown Club, 6 avril 1982
- Fernand Baudin, « Handwriting & Type-design, From Pierre Hamon to Emery Walker », Donnell library Center, New York, 13 novembre 1984
- Fernand Baudin, « L’enseignement de la communication écrite », 23 mai 1985
- Fernand Baudin, « Pour la qualité typographique en informatique », Troisièmes journées de réflexion sur l'informatique, Namur, 1986
- Fernand Baudin, « L’écriture, l’édition visuelle et l’université », 1er colloque de l’ANCT, Imprimerie Nationale, Paris, 3, 4 & 5 juin 1986
- Fernand Baudin, « L’effet Gutenberg sur la formation professionnelle et la PAO », États généraux de la culture scientifique, technique et industrielle, Grenoble, 27 et 28 novembre 1989
- Fernand Baudin, « Technology and the human hand », Budapest, janvier 1991
- Fernand Baudin, « Espace & image, espace de l'image », Congrès GUTenberg, la Grande-Motte, 1995
- Fernand Baudin, « From Mechanical to Cybernetic Exercices », The Typophiles, New York, 1997

Ouvrages collectifs
- Fernand Baudin, Gérard Blanchard, Gérard Lagneau, François Richaudeau (dir.), MMcL, Rencontres internationales de Lure, Lurs-en-Provence, 1969
- Fernand Baudin (dir.), Dossier Butor, Rendez-vous annuel des Compagnons de Lure, Lurs-en-Provence, 1971
- Fernand Baudin, John Dreyfus (dir.), Dossier mise en page, Rencontres internationales de Lure, Lurs-en-Provence, 1972
- Fernand Baudin, John Dreyfus (dir.), Dossier A-Z 73, Association Typographique Internationale, Copenhague, 1973
- Fernand Baudin (dir.), Dossier Vox, Rencontres internationales de Lure, Lurs-en-Provence, 1975

Articles
- Fernand Baudin, « L’écriture à bille », Caractère-Noël, Paris, Fédération française des syndicats patronaux de l’imprimerie et des industries graphiques, hors-série no 13,‎ décembre 1958
- Fernand Baudin, « Le Mercator: comment et pourquoi fut lancé le Mercator », in Nouvelles graphiques, 7, 1960, p. 16-18
- Fernand Baudin, « Trahisons, translittérations et traductions », in Euromedia, 6/7, 1960 (p.19-20)
- Fernand Baudin, « Original et reproduction », in Euromedia, 8/9, 1961 (p.90-93)
- Fernand Baudin, « Son et métaphysique », in Euromedia, 11/12, 1961 (p.90-93)
- Fernand Baudin, « Allemagne année zéro ou La typographie début de siècle », in Le Courrier graphique, 26, Septembre-octobre 1961
- Fernand Baudin, « La lettre dans l’imprimé », in L’imprimé, véhicule de la pensée humaine, Unigra/Contact, Bruxelles, 1962
- Fernand Baudin, « Typographie(s)? », in Format, 1963 (p.4-5)
- Fernand Baudin, « Typographies expérimentales », in Techniques graphiques, mars-avril 1963 (p.25-42)
- Fernand Baudin, « La typographie des questions », in Revue Graphique, 16, avril 1964 (p.14-15)
- Fernand Baudin, « La création des caractères d’imprimerie », in Le livre et l’estampe, 37, 1964 (p.43-58)
- Fernand Baudin, « La référence monastique », in La Reliure (Numéro spécial consacré à la mise en page), 8, août 1965 (p. 10-14)
- Fernand Baudin, « IBM et la typographie », in Caractère, 16, 1965 (p.125-126)
- Fernand Baudin, « Letter to the editor: writing and designing », in Logos, 7, 1966
- Fernand Baudin, « Les maux-mots du visualisme », in Techniques graphiques, 11, 1967 (p.686-694)
- Fernand Baudin, « Réalisation matérielle d’une bande dessinée », in Jean Van Hamme, Introduction à la bande dessinée belge, Bruxelles, 1968 (p.71-72)
- Fernand Baudin, « Typo-Dada, Dada-Typo, au royaume des bilingues », in Cahiers de l’Association internationale pour l’étude de Dada et du Surréalisme, 1969 (p.35-49)
- Fernand Baudin, « Le caractère », in Métiers Graphiques, Arts et Métiers graphiques, Paris, 1969 (p.19-28)
- Fernand Baudin, « La formation et l’évolution typographiques de Henry van de Velde (1863-1957) », in Quaerendo, 1, 1971 (p.264-281)
- Fernand Baudin, « Henry van de Velde and book design», in The Penrose Annual, 65, 1972 (p.117-132)
- Fernand Baudin, « Typographie égale écriture d’édition », in Imprivaria, la revue graphique, 25, 1973 (p.189-191)
- (en) Fernand Baudin, « The manuscript book », The Penrose Annual, London, Hastings House, vol. 67,‎ décembre 1974, p. 121-136
- Fernand Baudin, « C’est tellement agréable d’avoir une belle écriture », in Le Ligueur, hebdomadaire, Bruxelles, 3 octobre 1975 (p.1 et 3)
- Fernand Baudin, « Comment rendre un texte facile à lire ? », in Par-delà, 13, 1976 (p.6-8)
- Fernand Baudin, « L’écriture et nous », in Caractère, avril 1977 (p.15)
- Fernand Baudin, « L’écriture qui toujours recommence », in Communication & Langages, 36, 1977 (p.116-118)
- Fernand Baudin, « La préparation de la copie », in La Chose imprimée, Paris CEPL, 1977 (p.521-542)
- Fernand Baudin, « Reflections on the theme: at the edge of meaning », in Visible Language, vol.11, nº2, Spring 1977 (p.81-92)
- Fernand Baudin, « L’écriture ‘comme il faut’ et l’autre », in Communication & Langages, 35, 1977 (p.23-30)
- Fernand Baudin, « Henry van de Velde, directeur artistique de Van Nu en Straks’ », in Quaerendo, 9, 1979 (p.128-134)
- Fernand Baudin, « Les nouvelles voies de la communication graphique » in Impressions: Bulletin de l’Imprimerie nationale, 19, décembre 1981, p.5-18
- Fernand Baudin, « L’avenir de l’écriture manuelle », in Communication & Langages, 53, 1982 (p.45-60)
- Fernand Baudin, « L’enseignement de l’écriture en Belgique 1830-1980 », Quaerendo. A Quarterly Journal from the Low Countries Devoted to Manuscripts and Printed Books, XII/1, 1982, p.60-79
- Fernand Baudin, « Caractères de civilité et de civilisation », in Communication et langages, 54, 4ème trimestre 1982. pp. 34-44.
- Fernand Baudin, « Chefs-d'œuvre en péril et repli du spectre » in Cahiers du CERT, nº0, mars 1983 (p.1-4)
- Fernand Baudin, « La fonderie a-t-elle encore de l’avenir? », in Caractère-TPG, 34, juin-sept. 1983
- Fernand Baudin, « Gutenberg II », Communication et langages, no 58,‎ 4e trimestre 1983, p. 50-66 (lire en ligne)
- Fernand Baudin, « Écrire sur rotative et sur écran », in Communication & Langages, 60, 1984 (p.55-65)
- Fernand Baudin, « Méthodes américaines », in Caractère-TPG, 35, mai-juin 1984
- Fernand Baudin, « The visual editing of texts », in Visible Language, 18, Winter 1984 (p.81-86)
- Fernand Baudin, « L’Écriture à l’heure des micro-processeurs », in Les Outils de l’écriture, Paris, sept. 1984 (p.49-59)
- Fernand Baudin, « L’enseignement de la communication écrite: changeons d’attitude » in Les Outils de l’écriture: premières études, sept. 1985 (p.37-78)
- Fernand Baudin, « La civilisation de la plume plate », in Caractère-TPG, 37, avril-mai 1986
- Fernand Baudin, « Hermann Liebaers en de typografische traditie », in Grafiek, 51, 1986 (p.3-5)
- Fernand Baudin, « La mise en page : de la liasse & du livre », in Les Instruments à écrire & l’apprentissage de l’écriture, Éducation nationale, juin 1986
- Fernand Baudin, « Typographie », in Pour une réhabilitation de l’écriture de l’école maternelle à l’université, Ministère de l’Éducation nationale, avril 1987
- Fernand Baudin, « Fabriquer les grandes manœuvres typographiques », in Cahiers du CACEF, 131-132, 1988 (p.19-28)
- Fernand Baudin, « Art pur et fonction utilitaire », in Caractère-TPG, 40, sept. 1989
- Fernand Baudin, « Une nouvelle palette pour l’ère électronique », in Caractère-TPG, 40, janv. 1989
- Fernand Baudin, « La typographie entre guillemets », in Cahiers Gutenberg, 7, Novembre 1990 (p.33-34)
- Fernand Baudin, « Technology and the human hand », in Journal of Printing History, 4, 1991 (p.4-6)
- Fernand Baudin, « Technologie oblige » in Bollettino del Museo Bodoniano di Parma N° 6, Museo Bodoniano. Parma 1992
- (en) « Education in the making and shaping of written words », dans Rosemary Sassoon, Computers and Typography, England, Oxford, 1993, p. 102-129
- Fernand Baudin, « How to use ready-made alphabets », in Visual and Technical Aspects of Type, Cambridge University Press, 1993 (p. 165-196.)
- Fernand Baudin, « And another thing : why handwriting is important — in spite of Gutenberg and the computer » in Logos, 4, 1993, 2, p.105-108
- Fernand Baudin, « L’effet Gutenberg: la méthode expérimentale », in Graphê, 4, 1994
- Fernand Baudin, « The business we’re in », in Logos, 6, sept. 1995
- Fernand Baudin, « L’effet Gutenberg: le caractère du siècle », in Graphê, 10-11, 1997
- Fernand Baudin, « Notes de lecture sur le Manuel typographique de Fournier », in Cahiers Gutenberg, 27, juillet 1997
- Fernand Baudin, « From Paillasson to Noordzij », in Quaerendo, 28/1, 1998 (p. 21-40)
- Fernand Baudin, « From Paillasson to Noordzij II », in Quaerendo, 28/3, 1998 (p. 279-295)
- Fernand Baudin, « Écrire, à la main et aux claviers », in Journal (Arenberg et librairie Tropismes), 10, 1999 (p.14-15)